# Christina Metaxa
Christina Metaxa řecky Χριστίνα Μεταξά (* 4. dubna 1992 v Limassol, Kypr) je kyperská zpěvačka.
Reprezentovala Kypr na soutěži Eurovision Song Contest 2009 v Moskvě, kde s písní „Firefly“ obsadila 14. místo v semifinále.

## Kariéra
Metaxa ztvárnila jednu z hlavních rolí v kyperské produkci muzikálu Mamma Mia!.
Dne 7. února 2009 zvítězila v národním kole do Eurovision Song Contest 2009 s písní "Firefly".
Ve druhém semifinálovém kole 14. května 2009 se nekvalifikovala jako jedna z deseti postupujících do finále a obsadila pouze 14. místo se ziskem 32 bodů.
Ve finále Eurovize 2010 vyhlašovala výsledky kyperského hlasování.

## Osobní život
Christina je sestrou populárního kyperského zpěváka Nikolase Metaxase, který je autorem její soutěžní písně do Eurovision Song Contest.
Ve volném čase píše poezii a pohádky pro děti, které plánuje vydat. Dále maluje a tančí v kyperské taneční skupině Diastasis.
V současné době Metaxa studuje na Brownově univerzitě v Providence (Rhode Island).